# Gigasperma
Gigasperma — рід грибів родини Gigaspermataceae. Назва вперше опублікована 1971 року.

## Класифікація
До роду Gigasperma відносять 3 види:
- Gigasperma americanum
- Gigasperma clelandii
- Gigasperma cryptica